# Anguilla dieffenbachii
Anguilla dieffenbachii Gray, 1842 è un pesce osseo marino e d'acqua dolce della famiglia Anguillidae endemica della Nuova Zelanda.
La specie è parte fondamentale del patrimonio culturale del popolo Maori, attraverso i racconti relativi alla pesca e alla sua importanza nella cucina tradizionale contenuti nelle storie tribali.